# Tá Gravando. E Agora?
Tá Gravando. E Agora? é um livro escrito pela youtuber Kéfera Buchmann, foi lançado dia 26 de agosto de 2016, pela editora Pararela.
Após a venda de mais de 400 mil exemplares de seu primeiro livro, "Muito Mais Que 5inco Minutos", a youtuber Kéfera Buchmann, publica o livro "Tá Gravando. E Agora?", novamente pela editora Paralela.

## Sinopse
No livro, Kéfera conta como surgiu o seu canal no Youtube 5inco Minutos revelando informações inéditas, fala sobre as inseguranças que teve, e como superou seus obstáculos para conseguir conquistar milhões de fãs.
Kéfera também dá dicas de como melhorar a criatividade, inclusive passa exercícios para este fim. Ela também cita depoimentos de fãs que dizem como a autora influenciou suas vidas.